# Кассаньяк, Бернар Адольф Гранье де
Бернар Адольф Гранье де Кассаньяк (11 августа 1806, Аверон-Бержель — 31 января 1880) — французский публицист, журналист, историк.
Настоящее имя — Гранье. Происходил из богатой семьи лесовладельцев, образование получил в Тулузе, в 1831 году переехал в Париж, где стал журналистом.
В молодости был горячим сторонником романтизма; много шума наделали его нападки на Расина, которого он обозвал «polisson». До 1848 года Гранье был ревностным защитником Орлеанской династии, а после февральской революции стал ярым бонапартистом. С 1852—1870 годах Гранье был представителем Жерского департамента в законодательном корпусе, где принадлежал к группе так называемых аркадийцев, то есть послушных слуг правительства. Он был главным редактором «Pays» и всё время вёл неразборчивую в выборе средств полемику с либеральными органами, создавшую ему весьма печальную известность. После падения империи он удалился в Брюссель, где основал «Le Drapeau», требовавший «воззвания к народу» как единственного способа спасения Франции. После заключения мира Гранье вернулся в Париж, снова издавал «Pays», основал затем «L’Ordre» и принимал деятельное участие в интригах бонапартистов; с 1876 года он был депутатом.
Кроме газетных статей, Гранье принадлежит ряд исторических сочинений: «Histoire des classes ouvrières et des classes bourgeoises» (1837); «Histoire des classes nobles et des classes anoblies» (1840); «Histoire des causes de la Révolution française» (2 изд. 1856); «Histoire du Directoire» (1851—1863); «Histoire de la chute du roi Louis-Philippe etc.» (1857); «Histoire des Girondins et des massacres de septembre» (2 издания, 1862); «Histoire des origines de la langue française» (1872); «Histoire populaire de l’empereur Napoleon III» (1875) и другие. В конце XIX века его сочинения оценивались как еаписанные не без таланта, но отличающися, однако, недостаточным знанием источников и партийностью. Ему принадлежат ещё «Voyage aux Antilles françaises» (1844); «Souvenirs du second Empire» (1879—1883) и романы «Danaé» (1840) и «La reine des prairies» (2 издания, 1859). Собрание его литературных очерков вышло под заглавием «Portraits littéraires» (1852).